# Bistum Jagdalpur
Das Bistum Jagdalpur (lateinisch Dioecesis Iagdalpurensis) ist ein Bistum der mit der römisch-katholischen Kirche unierten syro-malabarischen Kirche mit Sitz in Jagdalpur in Indien.

## Geschichte
Papst Paul VI. gründete das Apostolische Exarchat Jagdalpur am 23. März 1972 mit der Apostolischen Konstitution Indorum gentes historia aus Gebietsabtretungen der Apostolischen Präfektur Raipur.
Mit der Apostolischen Konstitution Nobismet ipsis wurde es am 26. Februar 1977 zur Eparchie erhoben und dem Erzbistum Bhopal als Suffragandiözese unterstellt. Am 11. November 2002 wurde es ein Teil der Kirchenprovinz des Erzbistums Raipur.

## Ordinarien

### Apostolischer Exarch von Jagdalpur
- Paulinus Jeerakath CMI (23. März 1972–26. Februar 1977)

### Bischöfe von Jagdalpur
- Paulinus Jeerakath CMI (26. Februar 1977 – 7. August 1990)
- Simon Stock Palathara CMI (16. Dezember 1992 – 16. Juli 2013)
- Joseph Kollamparampil CMI (seit 16. Juli 2013)